# Пекинг
Пекинг (кин: 北京; пин: Běijīng — „северна престоница“) је главни град Народне Републике Кине (НРК). Према процени из 2009. у граду је живело 7.817.968 становника. Са 14,5 милиона становника у ширем подручју, други је највећи град у Кини после Шангаја. Једна је од четири градске области које су под директном контролом Централне владе, велики је саобраћајни центар са мноштвом пруга, путева и ауто-путева који улазе и излазе из њега у свим правцима. Такође је и политички, културни и образовни центар НРК, док су Шангај и Хонгконг значајнији економски центри од Пекинга. Пекинг је био домаћин Летњих олимпијских игара 2008.

## Историја

### Рана историја
Најранији остаци људског становања у Пекингу су нађени у пећинама Брда змајеве кости код места Џоукоудијен у дистрикту Фангшан, 50 km југозападно од Пекинга, у којима је живео пекиншки човек. Фосили хомо еректуса из ове пећине потичу из времена од пре 230—250.000 година. На локалитету је откопано стотине хиљада артефаката од камена, већином ситно оруђе разних облика. Карактеристичне су грубе алатке већег обима за бацање и сечење (рани период). Током позног доба користе се микролити, а честа су камена шила. Синантропуси су живели углавном сакупљачким начином живота, али су се бавили и ловом. Археолошко налазиште на коме је откривен пекиншки човек је од 1987. на листи Светске културне баштине.
Палеолитски хомо сапиенс је такође живео овде пре око 27.000 година. У близини Пекинга су до пре 1000. година пре нове ере постојали градови, као и главни град државе Јан, једне од зараћених страна у Периоду зараћених држава, Ји је основан на месту данашњег Пекинга.
Након пада државе Јан, потоње династије Ћин, Хан и Јин су поставили локалне префектуре у овој области. За време династије Танг, Пекинг је постао штаб фанјашког јиедушија, војног управника садашње северне хебејске области. Ан Лушан је одавде повео устанак Ан Ши 775. године

### Средњовековни период
Године 936, касна династија Јин (936—947) из северне Кине је изгубила своје северне територије, укључујући данашњи Пекинг, када их је анексирао китански владар Дегуан. Године 938. династија Лијао је основала нову престоницу Нанкинг (Јужна престоница). Јурченска династија Јин је заузела територију династије Лијао и 1153. пренела своју престоницу у Нанкинг и променила му име у Џунгду. Џунгду се налазио у подручју око данашњег Тијенингсија, југозападно од данашњег Пекинга. Неке од најстаријих грађевина које данас постоје у Пекингу, укључујући џамију Нијуђије и храм Тијенинг, потичу из времена династије Лијао
Монголи су спалили Џунгду до темеља 1215. и поново га изградили године 1267. северно од престонице Јина. У припремама за освајање целе Кине, оснивач династије Јуан Кублај Кан је подигао град Канбалик и учинио га својом престоницом. Изградња града је завршена 1293. Канова одлука је умногоме побољшала статус града који се налазио на северним границама Кине. Канбалик се налазио северно од центра данашњег Пекинга. Центар му се налазио на месту где је сада северни део 2. кружног пута, а простирао се на север до између 3. и 4. кружног пута.

### Период династија Минг и Ћинг
Након пада династије Јуан 1368, град је обновила династија Минг и основала префектуру Шунтијен у области око града. Године 1403. трећи цар из династије Минг Југнле је преместио престоницу Минга из Нанкинга у Пекинг. Током династије Минг, Пекинг је добио данашњи облик, а зидине из времена Минга су служиле као градске зидине Пекинга све до модерних времена, када су порушене, а 2. кружни пут је саграђен на њиховом месту.
Верује се да је Пекинг био највећи град на свету од 1425. до 1650. и од 1710. до 1825. Данас је он 17. по реду највећих светских градова.
Забрањени град је саграђен ускоро након тога (1406—1420), а пратио га је Храм неба (1420) и бројни други градитељски пројекти. Тјенанмен, који је постао државни симбол Народне Републике Кине и налази се на њеном грбу, је два пута спаљен за време династије Минг, а последња обнова је извршена 1651.
Након што су Манџурци збацили династију Минг и успоставили династију Ћинг, Пекинг је остао престоница Кине током владавине династије Ћинг. Као и током претходних династија, Пекинг је носио и име Ђингши, што је имало исто значење као и Манџурски израз Г'мун Х'цен. Пекинг су током Боксерског устанка 1900. опселе и заузеле стране армије.

### Период Републике Кине
Синхајска револуција из 1911, чији је циљ био да се династија Ћинг замени републиком, је у почетку намеравала да успостави свој главни град у Нанкингу. Након што је високи званичник Ћинга Јуан Шикај приморао на абдикацију последњег цара из династије Ћинг и осигурао успех револуције, револуционари у Нанкингу су прихватили да Јуан буде председник нове Републике Кине, а да главни град остане Пекинг.
Јуан је постепено учврстио власт, што је кулминирало његовим проглашењем Кинеског царства крајем 1915. са њим као царем. Овај потез је био врло непопуларан, а сам Јуан је умро мање од годину дана касније. У Пекингу је 1919. почео Покрет 4. маја усмерен против феудализма и империјализма. Кина је након Јуанове смрти потпала под контролу регионалних команданата, а најјаче фракције су водиле честе ратове (Џилско-анхујски рат, Први џилско-фенгтијенски рат и Други џилско-фенгтијенски рат) да би преузели власт над Пекингом.
Након успеха Куоминтангове Северне експедиције која је примирила команданте на северу, Нанкинг је званично проглашен престоницом Републике Кине 1928, а Пекинг је преименован у Пејпинг 28. јуна 1928., што значи „северни мир“.
Током Другог кинеско-јапанског рата, Јапан је освојио Пејпинг 29. јула 1937. Током окупације, граду је враћено старо име Пекинг и постао је седиште Привремене Владе Републике Кине, марионетске државе која је управљала кинеским делом северне Кине под окупацијом Јапана. Касније је та влада спојена са већом владом Ванг Ђингвеја, чије је седиште било у Нанкингу. Царска јапанска армија је у граду основала јединицу 1855, одељење јединице 731, за бактериолошко истраживање, у ком су јапански доктори производили биолошко и хемијско оружје и тестирали га над људима.
Након предаје Јапана у Другом светском рату, Пекингу је 15. августа 1945. опет промењено име у Пејпинг.

### Период Народне Републике Кине
Дана 31. јануара 1949, током Кинеског грађанског рата, комунистичке снаге су ушле у Пекинг без борбе. Комунистичка партија Кине на челу са Мао Цедунгом је 1. октобра 1949. на Тјенанмену објавила стварање Народне Републике Кине. Само неколико дана раније, Народна политичка консултативна конференција Кине је одлучила да ће Пејпинг бити главни град нове државе и да ће му име бити промењено назад у Пекинг.
У време оснивања Народне Републике, градска област Пекинга се састојала само од њеног градског подручја и околних предграђа. Урбани део је подељен у неколико малих дистрикта унутар онога што је данас познато као 2. кружни пут. Од тада је неколико околних округа укључено у општину, проширивши површину пекиншке области неколико пута. Градске зидине Пекинга су порушене између 1965. и 1969, током Културне револуције, да би се ослободио простор за изградњу 2. кружног пута.
Након економских реформи Денг Сјаопинга, урбано подручје Пекинга се знатно проширило. Некада се налазило у границама 2. и 3. кружног пута, а данас излази из граница 5. и 6 кружног пута, уз многа пољопривредна подручја претворена у стамбене или пословне четврти. Нова пословна зона се развија у области Гуомао, Вангфуђинг и Сјидан су се преобразили у трговачке четврти, док је Џунганцун постао центар електронске индустрије у Кини.
Током последњих година, ширење Пекинга је такође донело на видело неке проблеме урбанизације, као што је густ саобраћај, лош квалитет ваздуха, губитак историјских делова града и значајан прилив досељеника из сиромашнијих делова државе, посебно из сеоских крајева. Почетком 2005. влада Кине је одобрила план да се коначно заустави неконтролисани развој Пекинга у свим смеровима. Развој главног града Кине ће се сада одвијати у два полукружна појаса изван центра града (на запад и исток), уместо у концентричним круговима.

## Географија
Пекинг се налази на северном врху приближно троугласте Севернокинеске низије, која се отвара ка југу и истоку од града. Планине на северу, северозападу и западу штите град и пољопривредне области од пустињских степа. Над северозападним деловима градске области, посебно округом Јенћинг и дистриктом Хуаижоу, доминирају Ђинду планине, док западне границе области уоквирују Сјишан планине. Велики кинески зид, који се простире дуж северних делова градске области Пекинга, се користио овом неравном топографијом да одбрани Кину од номадских упада из степа. Врх Донглинг у венцу Сјишан и на граници са Хебејском облашћу је највећи врх градске области Пекинга, са висином од 2303 m. Главне реке коју протиче кроз пекиншку област су Јунгдинг и Чаобаи, део система реке Хај, које теку на југ. Пекинг је такође северни терминал Великог кинеског канала, који је ископан кроз Севернокинеску равницу до Хангџоа. Резервоар Мијин, изграђен на горњим рукавцима реке Чаобаи је највећи пекиншки резервоар и од суштинске је важности за снабдевање града водом.
Урбани део Пекинга се налази у централном делу градске области и заузима мали, али све више растући део градске области. Урбани део Пекинга се шири изван граница концентричних кружних путева, од којих је најудаљенији од центра 6. кружни пут, који пролази кроз неколико приградских насеља. Капија и трг Тјенанмен се налазе јужно од Забрањеног града, бивше резиденције кинеских царева. Западно од Тјенанмена је Џунгнанхаи, резиденција највиших политичара Народне Републике Кине. Кроз центар Пекинга, правцем исток-запад је Авенија Чанг'ан, једна од главних улица у Пекингу.
Клима у Пекингу је монсунска влажна континентална клима, коју одликују топла и влажна лета услед источноазијских монсуна и углавном хладне, ветровите и суве зиме због утицаја сибирског антициклона. Просечна температура у јануару је од -7 до -4 °C, док је температура у јулу 25 до 26 °C. Највиша икад забележена температура је 42 °C, а најнижа -27 °C. Годишња количина падавина је преко 600 mm, од којих 75% падне лети.

### Клима
| Клима (Пекинг)              | Клима (Пекинг) | Клима (Пекинг) | Клима (Пекинг) | Клима (Пекинг) | Клима (Пекинг) | Клима (Пекинг) | Клима (Пекинг) | Клима (Пекинг) | Клима (Пекинг) | Клима (Пекинг) | Клима (Пекинг) | Клима (Пекинг) | Клима (Пекинг) |
| Показатељ \ Месец           | .Јан.          | .Феб.          | .Мар.          | .Апр.          | .Мај.          | .Јун.          | .Јул.          | .Авг.          | .Сеп.          | .Окт.          | .Нов.          | .Дец.          | .Год.          |
| --------------------------- | -------------- | -------------- | -------------- | -------------- | -------------- | -------------- | -------------- | -------------- | -------------- | -------------- | -------------- | -------------- | -------------- |
| Апсолутни максимум, °C (°F) | 14,3 (57,7)    | 19,8 (67,6)    | 29,5 (85,1)    | 33,0 (91,4)    | 41,5 (106,7)   | 42,6 (108,7)   | 41,9 (107,4)   | 38,3 (100,9)   | 35,0 (95)      | 31,0 (87,8)    | 23,3 (73,9)    | 19,5 (67,1)    | 42,6 (108,7)   |
| Средњи максимум, °C (°F)    | 2,0 (35,6)     | 5,7 (42,3)     | 12,3 (54,1)    | 20,7 (69,3)    | 26,7 (80,1)    | 30,5 (86,9)    | 31,4 (88,5)    | 30,3 (86,5)    | 26,2 (79,2)    | 19,4 (66,9)    | 10,2 (50,4)    | 3,8 (38,8)     | 18,3 (64,9)    |
| Просек, °C (°F)             | −2,7 (27,1)    | 0,6 (33,1)     | 6,8 (44,2)     | 14,8 (58,6)    | 20,8 (69,4)    | 25,1 (77,2)    | 27,0 (80,6)    | 25,9 (78,6)    | 21,0 (69,8)    | 14,0 (57,2)    | 5,3 (41,5)     | −0,7 (30,7)    | 13,2 (55,8)    |
| Средњи минимум, °C (°F)     | −7,5 (18,5)    | −4,5 (23,9)    | 1,3 (34,3)     | 8,8 (47,8)     | 14,8 (58,6)    | 19,6 (67,3)    | 22,5 (72,5)    | 21,5 (70,7)    | 15,8 (60,4)    | 8,6 (47,5)     | 0,3 (32,5)     | −5,2 (22,6)    | 8,0 (46,4)     |
| Апсолутни минимум, °C (°F)  | −18,3 (−0,9)   | −27,4 (−17,3)  | −15,0 (5)      | −2,9 (26,8)    | 2,5 (36,5)     | 9,8 (49,6)     | 15,3 (59,5)    | 11,4 (52,5)    | 3,7 (38,7)     | −3,5 (25,7)    | −12,5 (9,5)    | −18,5 (−1,3)   | −27,4 (−17,3)  |
| Количина падавина, mm (in)  | 2,7 (1,06)     | 4,4 (1,73)     | 9,9 (3,9)      | 24,7 (9,72)    | 37,3 (14,69)   | 71,9 (28,31)   | 160,1 (63,03)  | 138,2 (54,41)  | 48,5 (19,09)   | 22,8 (8,98)    | 9,5 (3,74)     | 2,0 (0,79)     | 532,0 (209,45) |
| [ тражи се извор ]          |                |                |                |                |                |                |                |                |                |                |                |                |                |

### Загађење
Ниво загађења ваздуха у Пекингу је пет пута виши од стандарда безбедности Светске здравствене организације. Велика потрошња угља - главног извора енергије Кине - је резултовала загађењем. Упркос обећањима да ће ваздух бити бољи до Олимпијских игара 2008. године, ниво загађења је остао константан. Зато су званичници Пекинга редуковали саобраћај моторних возила на пола током игара како би се побољшао квалитет ваздуха.

Од 2001. када је Пекинг добио право да организује Олимпијске игре, скоро 7 милијарди долара је утрошено да се очисти ваздух, али је смог и даље остао проблем града, због чега се спортисти жале.

### Пешчане олује
Прашина настала ерозијом пустиња у северној и североисточној Кини резултује сезонским пешчаним олујама које муче град. Пекиншки уред за модификацију времена понекад вештачки изазива кишу како би се борили са таквим олујама и умањили њихове ефекте. У априлу 2002. само једна пешчана олуја је на град избацила скоро 50.000 тона прашине пре него што је кренула на Јапан и Кореју.

## Административна подела

### Општине
Општине у урбаном делу Пекинга су:
- Андингмен (кин: 安定门; пин: Andingmen)
- Беијуен (кин: 北苑; пин: Beiyuan)
- Вангђинг (кин: 望京; пин: Wangjing)
- Вангфуђинг (кин: 王府井; пин: Wangfujing)
- Вудаокоу (кин: 五道口; пин: Wudaokou)
- Гуомао (кин: 国贸; пин: Guomao)
- Дунгџ'мен (кин: 东直门; пин: Dongzhimen)
- Јајинцун (кин: 亚运村; пин: Yayuncun)
- Сјидан (кин: 西单; пин: Xidan)
- Фангџианг (кин: 方庄; пин: Fangzhuang)
- Фусјингмен (кин: 复兴门; пин: Fuchengmen)
- Фученгмен (кин: 阜成门; пин: Fuxingmen)
- Х'пингли (кин: 和平里; пин: Hepingli)
- Цјиџмен (кин: 西直门; пин: Xizhimen)
- Чаојангмен (кин: 朝阳门; пин: Chaoyangmen)
- Џунгуанцун (кин: 中关村; пин: Zhongguancun)

Неколико имена општина се завршава са „мен“ (кин: 门; пин: mén), што значи „капија“, пошто су она била локација капија у бившим Градским зидинама Пекинга. Друга места се завршавају са „цун“ (кин: 村; пин: cūn), што значи „село“, пошто су она претходно била села изван градских зидина.

### Насеља
Насеља унутар градске области Пекинга, али изван урбаног подручја су:
- Јиџианг (кин: 亦庄; пин: Yizhuang)
- Лијансјанг (кин: 良乡; пин: Liangxiang)
- Лијулимијао (кин: 琉璃庙; пин: Liulimiao)
- Мијин (кин: 密云; пин: Miyun)
- Сјаотангшан (кин: 小汤山; пин: Xiaotangshan)
- Тунгџоу (кин: 通州; пин: Tongzhou)
- Хуажоу (кин: 怀柔; пин: Huairou)
- Чангпинг (кин: 昌平; пин: Changping)

### Потподела
Градска област Пекинга се састоји из 18 административних подјединица, округа којима директно управља град. Од тога, 16 су дистрикти, а 2 су окрузи. Урбана и подурбана подручја града су подељена у 8 дистрикта:
| Округ                                                  | Становништво (попис из 2000) | Површина (km²) | Густина насељености (по ) |
| ------------------------------------------------------ | ---------------------------- | -------------- | ------------------------- |
| Дистрикт Дунченг (кин: 东城区; пин: Dōngchéng Qū)      | 536.000                      | 24,7           | 21.700                    |
| Дистрикт Сјиченг (кин: 西城区; пин: Xīchéng Qū)        | 707.000                      | 30,0           | 23.567                    |
| Дистрикт Чунгвен (кин: 崇文区; пин: Chóngwén Qū)       | 346.000                      | 15,9           | 21.761                    |
| Дистрикт Сјуенву (кин: 宣武区; пин: Xuānwǔ Qū)         | 526.000                      | 16,5           | 31.879                    |
| Дистрикт Чаојанг (кин: 朝阳区; пин: Cháoyáng Qū)       | 2.290.000                    | 470,8          | 4.864                     |
| Дистрикт Хаидијен (кин: 海淀区; пин: Hǎidiàn Qū)       | 2.240.000                    | 426,0          | 5.258                     |
| Дистрикт Фенгтаи (кин: 丰台区; пин: Fēngtái Qū)        | 1.369.000                    | 304,2          | 4.500                     |
| Дистрикт Шђингшан (кин: 石景山区; пин: Shíjǐngshān Qū) | 489.000                      | 89,8           | 5.445                     |
| град + унутрашња предграђа                             | 8,5 милиона                  | 1377,9         | 6.171                     |

Следећих шест дистрикта обухватају удаљенија предграђа и приградска насеља:
| Округ                                                                      | Становништво (попис из 2000) | Површина () | Густина насељености (по ) |
| -------------------------------------------------------------------------- | ---------------------------- | ----------- | ------------------------- |
| Дистрикт Ментоугоу (кин: 门头沟区; пин: Méntóugōu Qū)                      | 267.000                      | 1.331,3     | 201                       |
| Дистрикт Фангшан (кин: 房山区; пин: Fángshān Qū) до 1986. округ Фангшан    | 814.000                      | 1.866,7     | 436                       |
| Дистрикт Тунгџоу (кин: 通州区; пин: Tōngzhōu Qū) до 1997. округ Тунг       | 674.000                      | 870,0       | 775                       |
| Дистрикт Шунји (кин: 顺义区; пин: Shùnyì Qū) до 1998. округ Шунји          | 637.000                      | 980,0       | 650                       |
| Дистрикт Чангпинг (кин: 昌平区; пин: Chāngpíng Qū) до 1999. округ Чангпинг | 615.000                      | 1.430,0     | 430                       |
| Дистрикт Дасјинг (кин: 大兴区; пин: Dàxīng Qū) до 2001. округ Дасјинг      | 672.000                      | 1.012,0     | 664                       |
| спољашња предграђа                                                         | 3,68 милиона                 | 7.490       | 491                       |

Преостала два дистрикта и два округа се простиру над полуруралним и руралним областима:
| Округ                                                                  | Становништво (попис из 2000) | Површина () | Густина насељености (по ) |
| ---------------------------------------------------------------------- | ---------------------------- | ----------- | ------------------------- |
| Дистрикт Пингу (кин: 平谷区; пин: Pínggǔ Qū) до 2001. округ Пингу      | 397.000                      | 1.075,0     | 369                       |
| Дистрикт Хуаижоу (кин: 怀柔区; пин: Huáiróu Qū) до 2001. округ Хуаижоу | 296.000                      | 2.557,3     | 116                       |
| Округ Мијин (кин: 密云县; пин: Mìyún Xiàn)                             | 420.000                      | 2.335,6     | 180                       |
| Округ Јенћинг (кин: 延庆县; пин: Yánqìng Xiàn)                         | 275.000                      | 1.980,0     | 139                       |
| периферне области                                                      | 1,39 милиона                 | 7.947,9     | 175                       |

18 дистрикта и округа Пекинга је даље подељено у 273 нижих административних јединица на нивоу града: 119 градова, 5 етничких градова и 125 поддистрикта.

## Политика
Политички систем Пекинга има двоструко партијско-управно уређење као и све управне установе у Кини. Градоначелник Пекинга је највиши званичник у Народној управи Пекинга. Како Пекинг има статус градске области у оквиру административне поделе Кине, па градоначелник има исти статус као и гувернер покрајине. Међутим, у двоструком политичком систему, градоначелник има мању моћ од секретара градског комитета Комунистичке партије Кине.

## Привреда
Године 2006, БДП у Пекингу је износио 772,03 милијарди јуана (око 97 милијарди америчких долара) и повећао се за 12% у односу на претходну годину. БДП по глави становника је износио 49.505 јуана и повећао се за 8,8% у односу на претходну годину, а скоро дупло у односу на 2000. годину. Године 2005, примарна, секундарна и терцијарна индустрија у Пекингу су вределе редом 9,77 милијарди јуана, 210,05 милијарди јуана, и 461,63 милијарди јуана. Године 2006. просечан приход по глави становника који живе у градском подручју је износио 19.978 јуана, и реално се повећао за 12,9% у односу на претходну годину. У сеоским срединама просечан приход је износио 8.620 јуана, а реалан пораст је износио 9,6%.
У Пекингу трговина некретнинама и аутомобилски сектор доживљавају прави процват последњих година. Године 2005. продато је укупно 28,032 милиона квадратних метара стамбеног простора чија је вредност износила 175,88 милијарди јуана. Укупан број регистрованих аутомобила у Пекингу је 2004. године износио 2.146.000, од којих је 1.540.000 било у приватном поседу.
У Пекингу је основана централна пословна четврт (енгл. central business district) која се сматра економским центром града, и у којој се налазе регионална седишта разних компанија, тржни центри и најмодернији стамбени простор. Улице Вангфуђинг (Wángfǔjǐng) и Сјидан (Xīdān) су главни трговачки центри. Џунганцун, назван „Кинеска силицијумска долина“ је главни центар електронске и рачунарске индустрије, као и медицинских истраживања. Пекинг је такође познат по томе што је центар фалсификоване робе. Пекинг је такође светски лидер у производњи и продаји меламина и производа од меламина
Пољопривреда је развијена ван урбаног дела града. Главни пољопривредни производи су пшеница и кукуруз. Поврће се такође гаји у околини града.
Пекинг се убрзано развија, а то ствара бројне проблеме у граду. Нпр. град је познат по честим појавама смога. Такође су чести пројекти за штедњу електричне енергије које покреће власт. Грађани и туристи се често жале на квалитет воде за пиће и на цене електричне енергије и гаса. Због проблема са смогом главним индустријским загађивачима у околини града наређено је да уведу технологије које не загађују животну средину или да се иселе из околине Пекинга. Многе фабрике, у немогућности да уведу еколошки задовољавајуће стандарде, се исељавају у друге градове.

### Саобраћај
Уз развој града услед економских реформи, Пекинг је еволуирао у важан саобраћајни чвор. Град окружују 5 кружних путева, 9 брзих путева и заобилазница, 11 националних ауто-путева, неколико железничких праваца и међународни аеродром.
У Пекингу се налазе две железничке станице: Пекиншка железничка станица (централна станица) и Пекиншка западна железничка станица. Три преостале железничке станице у пекиншкој области: Пекиншка источна железничка станица, Пекиншка северна железничка станица и Железничка станица Фенгтаи баве се редовним превозом путника. Такође постоје и мање железничке станице у предграђима.
Пекинг је важан железнички чвор. Железничке пруге воде од Пекинга до Гуангџоуа, Шангаја, Харбина, Баотоуа, Тјенцина, Чангдеа и Ћинхуангдаоа. Директни поласци за Каулун (Хонгконг) такође саобраћају из Пекинга.
Међународни правци, укључујући линије до градова у Русији и Пјонгјанга такође пролазе кроз Пекинг. Изградња брзе пруге Пекинг-Тјенцин је почела 4. јула 2005. године, а отварање је заказано за август 2008. године.
У Пекингу постоји девет брзих путева (уз шест нових који се још увек пројектују или граде) и 11 ауто-путева. У самом Пекингу је развијена мрежа између пет кружних путева.
Један он највећих проблема саобраћаја у Пекингу су редовне саобраћајне гужве, посебно у време саобраћајних шпицева. И ван саобраћајних шпицева, неколико путева је загушено саобраћајем. Брзи путеви су недавно продужени у територије унутар 3. кружног пута, тако да возачи не морају да пролазе кроз раскрснице са семафорима.
Други проблем је да јавни превоз није довољно развијен и да се и аутобуси заглаве у саобраћајним гужвама. Сам урбанистички план Пекинга додатно отежава стање у саобраћају.
Авенија Чанг'ан се простире правцем исток-запад кроз центар Пекинга, поред Тјенанмена. То је главни путни правац, а власти га често називају „првом улицом Кине“.
Главни пекиншки аеродром је Међународни аеродром Пекинг код Шунјија, који се налази око 20 km североисточно од центра Пекинга. Највећи број унутрашњих и скоро сви међународни летови полећу или слећу на овај аеродром. Аеродром је главни хаб за Ер Чајну. Са центром Пекинга повезан је брзим путем и потребно је око 40 минута вожње од центра града када нису гужве. У току припрема за Олимпијске игре 2008, изграђен је још један брзи пут до аеродрома, као и лаки шински систем.
Други аеродроми су Лијансјанг аеродром - Пекинг, Нанјен аеродром - Пекинг, Сјиђиао аеродром - Пекинг, Шах аеродром - Пекинг и Бадалинг аеродром - Пекинг. Међутим, ови аеродроми су углавном за војне сврхе и мање су познати у јавности.
Пекиншки метро, који се још увек гради, има пет линија (две надземне и три подземне), а још неколико се гради за потребе олимпијских игара. У Пекингу је 2004. године било 599 аутобуских и тролејбуских линија. Таксисти су присутни у великом броју, укључујући велики број, чак око 30.000, нерегистрованих таксиста.

## Становништво
Према процени, у граду је 2009. живело 7.817.968 становника.
| 1990.     | 2000.     | 2009.     |
| --------- | --------- | --------- |
| 5.641.634 | 6.892.000 | 7.817.968 |

На ширем подручју Пекинга је крајем 2007. године живело 17,43 милиона. Око 12 милиона људи живи у самом граду, а остатак у селима која се налазе у околини. Стално пребивалиште је имало 12,03 милиона становника, а 5,4 милиона је имало дозволу за боравак на 6 месеци и дуже у току године.
Локалне власти предвиђају пораст броја становника на 19,5 милиона у 2015. години и 21,4 милиона до 2020. године.
| Становништво Пекинга по националности, попис из 2000. | Становништво Пекинга по националности, попис из 2000. | Становништво Пекинга по националности, попис из 2000. |
| Националност                                          | Број становника                                       | Процентуално                                          |
| ----------------------------------------------------- | ----------------------------------------------------- | ----------------------------------------------------- |
| Хан Кинези                                            | 12.983.696                                            | 95,69%                                                |
| Манџурци                                              | 250.286                                               | 1,84%                                                 |
| Хуи                                                   | 235.837                                               | 1,74%                                                 |
| Монголи                                               | 37.464                                                | 0,28%                                                 |
| Корејци                                               | 20.369                                                | 0,15%                                                 |
| Туђија                                                | 8372                                                  | 0,062%                                                |
| Џуанг                                                 | 7322                                                  | 0,054%                                                |
| Мијао                                                 | 5291                                                  | 0,039%                                                |
| Ујгури                                                | 3129                                                  | 0,023%                                                |
| Тибетанци                                             | 2920                                                  | 0,022%                                                |

У попис нису урачунати активни чланови Народноослободилачке војске.

## Архитектура
Три архитектонска стила су преовладавајућа у урбаном Пекингу. Први је традиционална архитектура царске Кине, коју најбоље оличавају масивна капија Тјенанмен („Капија небеског мира“), која је постала симбол Народне Републике Кине, Забрањени град и Храм неба. Други стил се понекад назива кинеско-совјетски стил, а коришћен је на објектима грађеним између 1950-их и 1970-их. Објекти грађени овим стилом су једноставног изгледа и подсећају на кутије. Последњи стил је модерна архитектура — најпознатији пример је пословна област Пекинга.
- Пекиншки Таимијао
- Изглед зграда подигнутих током 1970-их.
- Врло модеран контраст
- Детаљ традиционалне архитектуре
- Комбиновани стил - '70 и '90
- Успешна комбинација старог и новог
- Тјенанмен
- Вангфуђинг, главна трговачка улица

## Култура
Људи који су родом из урбаног дела Пекинга говоре пекиншким дијалектом, који припада мандаринској подгрупи говорног кинеског језика. Пекиншки дијалект је основа за стандардни мандарински језик, који се користи у Народној Републици Кини, на Тајвану и у Сингапуру. Руралне области градске области Пекинга имају своје дијалекте, сродне онима који се говоре у покрајини Хебеј, која окружује градску област Пекинга.
Пекиншка опера се често наводи као највеће остварење кинеске културе. Представе у њој се изводе кроз комбинацију песме, дијалога и кодификовним низом радњи, као што су гестови, покрети, борбе или акробације. Већина представа се изводи на архаичном дијалекту поприлично другачијим од модерног стандардног мандаринског језика и пекиншког дијалекта. Због овога су дијалози понекад тешко разумљиви, па модерна позоришта често имају електронске титлове на кинеском и енглеском језику.
Сихјуен (四合院) је традиционални архитектонски стил Пекинга. Састоји се од имања у облику правоугаоника, а собе окружују централно двориште. Овакво двориште често садржи нарове или друге врсте дрвећа, као и баште са засађеним цвећем или акваријуме. Хутунзи су улице које повезују унутрашњости старог дела Пекинга. Они су често уски и иду правцем исток-запад, тако да су дворишта окренута према северу и југу због фенг шуија. Ширина таквих улица варира — неке су врло уске, довољне тек да неколико пешака прође одједном.
Некада свуда присутни у Пекингу, сихјуени и хутонзи сада брзо нестају, пошто су читаве градске четврти порушене и замењене високим зградама. Њихови становници добијају станове у новим зградама чија је површина барем једнака њиховим бившим кућама. Међутим, многи се жале да се традиционални осећај заједнице и уличног живота из хутонга не може заменити. Кинеска влада је сачувала и реновирала неке изузетно значајне историјске или лепе хутонге, посебно пред Олимпијске игре. Један такав пример је Нанч'ц.
Мандаринска кухиња је локални стил кувања у Пекингу, а пекиншка патка је њено најпознатије јело. Манхан Ћијенсји („Манџу-хан кинески комплетан банкет“) је традиционална гозба која је првобитно била намењена само етничким манџурским царевима из династије Ћинг. И сада су они врло престижни и скупи. Ресторани за пијање чаја су такође честа слика у Пекингу. Фулинг Ђијабинг је традиционална пекиншка брза храна која подсећа на палачинке са филом начињеним од фу линг - печурке сличне тартуфу, који је чест састојак традиционалне кинеске медицине.
Клозон (или ђингтаилан) техника за обраду метала и традиција је специјалност пекиншке културе, и једна од најпоштованијих традиционалних заната у Кини. Пекиншке лакиране посуде су чувене по својим шарама и сликама урезаним на својим површинама.

## Образовање
Пекинг је седиште великог броја колеџа и универзитета, укључујући неколико који имају међународни углед. Нарочито су за Кину важне две престижне институције, Пекиншки Универзитет и Ћингхуа Универзитет. С обзиром на политички и културни статус Пекинга, у односу на друге градове у Кини, у овом је пропорционално већа концентрисаност образовних институција и има их најмање 59. Практикује се и размена студената, па многи од њих из Јапана, Кореје, Северне Америке, Европе, југоисточне Азије, као и из других крајева света долазе у Пекинг да студирају сваке године.
Следе институције које се налазе на листи кинеског Министарства просвете.
- Пекиншки Универзитет (кин: 北京大学) (основан 1898), назива се и Универзитет у Пекингу, за који се матра да је најбољи Унивезитет за хумане и природне науке, као и за економију и право у Кини.
- Ћингхуа Универзитет (清华大学) (основан 1911), који често важи за најбољи Универзитет за примењене науке и инжењерство у Кини.
- Женмин Универзитет у Кини (中国人民大学) (основан 1937), познат је по правима, хуманим наукама и социологији.
- Пекиншки природни Универзитет (北京师范大学) (основан 1902)
- Пекиншки факултет аеронаутике и астронаутике (Беиханг Универзитет) (北京航空航天大学) (основан 1952)
- Пекиншки технолошки институт (北京理工大学)
- Пекиншки факултет за стране језике (北京外国语大学)
- Централни факултет за финансије и економију (中央财经大学)
- Пекиншки шумарски факултет (北京林业大学)
- Пекиншки факултет за језике и културу (北京语言大学)
- Пекиншки факултет за пошту и телекомуникације (北京邮电大学)
- Факултет за комуникације у Кини (中国传媒大学)
- Пекиншки Ђијаотунг Универзитет (北京交通大学)
- Пекиншка филмска академија (北京电影学院)
- Пекиншки факултет хемијске технологије (北京化工大学)
- Пекиншки факултет кинеске медицине (北京中医药大学)
- Пекиншки факултет за нафту (石油大学)
- Пекиншки технолошки факултет (北京工业大学)
- Главни природни факултет (首都师范大学)
- Централна драмска академија (中央戏剧学院)
- Централна академија лепих уметности (中央美术学院)
- Централни конзерваторијум музике (中央音乐学院)
- Централни факултет за народности (中央民族大学)
- Кинески факултет за агрикултуру (中国农业大学)
- Кинески конзерваторијум музике (中国音乐学院)
- Кинески факултет политичких наука и права (中国政法大学)
- Факултет за електричну енергију северне Кине (华北电力大学)
- Факултет за међународни бизнис и економију (对外经济贸易大学)
- Факултет за међународну сарадњу (国际关系学院)
- Факултет за науку и технологију у Пекингу (北京科技大学)

## Медији

### Телевизија и радио
Пекиншка телевизија (BTV) проширила је број својих канала са један на десет. За разлику од ње, Кинеска централна телевизија (CCTV), данас нема ексклузивних телевизијских канала на енглеском језику у оквиру градске зоне Пекинга.
Три радио-станице емитују свој програм на енглеском: „Hit FM“ на FM 88,7, „Easy FM“ који емитује Међународни радио Кине (CRI) на FM 91,5, као и „Radio 774“, новијег датума на AM 774.
Друге Пекиншке радио станице су:
| Фреквенција/интернет      | Опис                              |
| ------------------------- | --------------------------------- |
| Сјинвен - интернет        | Вести                             |
| Гудијен - интернет        | Класична музика                   |
| Ђингђи - интернет         | Градски менаџмент                 |
| Тунгсу - интернет         | Популарна музика                  |
| Ђијаотунг - интернет      | Саобраћај                         |
| Ђијаосјуе - интернет      | Школски радио                     |
| Венји - интернет          | Емисија о кинеској књижевности    |
| Вуесјуејингш‘ - интернет  | Емисије о кинеској филмографији   |
| Тији - интернет           | Спортске емисије                  |
| Сјићицунгји - интернет    | Драмске емисије                   |
| Јинјуе - интернет/97.4    | Музика                            |
| Јаџоулијусјинг - интернет | Емисије из Азије                  |
| Шенгхуо - интернет        | Емисије о градском животу Пекинга |
| Ћингјинјуе - интернет     | „Сентиш“ музика                   |
| Ваији - интернет          | Стране емисије                    |
| Ћингменг - интернет       |                                   |

### Штампа
Веома познате „Пекиншке вечерње новости“ („Пекиншки Ванбао“) се продају свако послеподне и баве се свим дешавањима у Пекингу. Друге новине су „Пекиншке новости“ („Сјин Ђинг Бао“), „Пекиншка звезда дана“, „Пекиншке јутарње новости“, „Пекиншка омладина данас“ („Пекиншки Ћингнијен Бао“), као и недељни часописи на енглеском језику „Пекиншки викенд“ и „Пекинг данас“ (што би била енглеска едиција „Омладине данас“). Дневне новине „People's Daily“ и „China Daily“ на енглеском се такође издају у Пекингу.
Публикације које су примарно намењене страним посетиоцима и становништву које није кинеско укључују месечнике на енглеском језику: „Град недељно“, „Пекинг овог месеца“, „Beijing Talk“ (приче о/у Пекингу), „То је Пекинг“ и „MetroZine“.
Часопис „Rolling Stone“ се базира на кинеској верзији уређивања у Пекингу.
Међународна штампа, укључујући новине и магазине на енглеском и јапанском, доступна је у главним интернационалним хотелима и радњама („Friendship stores“).

## Спорт
Национални стадион или „Птичје гнездо" има 80.000 седишта и 11.000 које припадају „царској оси"
Пекинг је град-домаћин Летњих олимпијских игара 2008. и Летњих параолимпијских игара 2008. Пекинг је у прошлости био домаћин Азијских игара 1990., коорганизатор Азијског купа нација 2004. и домаћин Азијског првенства у кошарци 1989.
Професионални клубови из Пекинга су:
- фудбалски клуб Пекинг Гуоан (Прва кинеска фудбалска лига)
- фудбалски клуб Пекинг Хунгденг (Кинеска фудбалска асоцијација - Ђија лига)
- фудбалски клуб ФК Пекиншки институти технологије (Кинеска фудбалска асоцијација - Ђија лига)
- кошаркашки клуб Пекинг Дакси
- женски кошаркашки клуб Пекинг Шоуганг
- хојекашки клуб Чајна Шаркси
- бејзбол клуб Пекинг Тајгерси

- Раднички стадион
- Национални пливачки центар (Водена коцка)

## Партнерски градови
Пекинг одржава побратимске везе са следећим градовима или покрајинама:
- Токио, Јапан (14. март 1979)
- Њујорк, Сједињене Државе (25. фебруар 1980)
- Београд, Србија (14. октобар 1980)
- Лима, Перу (21. новембар 1983)
- Вашингтон, Сједињене Државе (15. мај 1984)
- Мадрид, Шпанија (16. септембар 1985)
- Рио де Жанеиро, Бразил (24. новембар 1986)
- Ил де Франс, Француска (21. јул 1987)
- Келн, Немачка (14. септембар 1987)
- Анкара, Турска (20. јун 1990)
- Каиро, Египат (28. новембар 1990)
- Џакарта, Индонезија (4. август 1992)
- Исламабад, Пакистан (8. новембар 1992)
- Банкок, Тајланд (26. мај 1993)
- Буенос Ајрес, Аргентина (13. јул 1993)
- Сеул, Јужна Кореја (23. октобар 1993)
- Кијев, Украјина (13. децембар 1993)
- Берлин, Немачка (5. април 1994)
- Брисел, Белгија (22. септембар 1994)
- Ханој, Вијетнам (6. октобар 1994)
- Амстердам, Холандија (29. октобар 1994)
- Москва, Русија (16. мај 1995)
- Париз, Француска (23. октобар 1997)
- Рим, Италија (28. мај 1998)
- Гаутенг, Јужна Африка (6. децембар 1998)
- Букурешт, Румунија (21. јун 2005)
- Хавана, Куба (4. септембар 2005)
- Манила, Филипини (14. новембар 2005)
- Лондон, Уједињено Краљевство (10. април 2006)
- Адис Абеба, Етиопија (17. април 2006)
- Велингтон, Нови Зеланд (10. мај 2006)
- Хелсинки, Финска (14. јул 2006)
- Нур Султан, Казахстан (16. новембар 2006)
- Тел Авив, Израел (21. новембар 2006)
- Сантијаго, Чиле (7. август 2007)
- Лисабон, Португал (22. октобар 2007)